# توماس برک (ورزشکار)
توماس برک (انگلیسی: Thomas Burke؛ ۱۵ ژانویهٔ ۱۸۷۵ – ۱۴ فوریهٔ ۱۹۲۹) یک ورزشکار اهل ایالات متحده آمریکا بود.
از فیلم‌ها یا برنامه‌های تلویزیونی که وی در آن نقش داشته‌است می‌توان به مستخدمان اشاره کرد.